# General Catalogue of Nebulae and Clusters
General Catalogue of Nebulae and Clusters, známý jednoduše jako General Catalogue (GC), je astronomický katalog vydaný Johnem Herschelem v roce 1864. Katalog obsahuje 5 079 nebeských objektů roztříděných na hvězdokupy a mlhoviny; ve skutečnosti mezi mlhoviny zařadil i galaxie, jejichž pravá podstata tehdy ještě nebyla pochopena. General Catalogue je založen na pozorování Johna Herschela i jeho otce Williama Herschela. Zkratka používaná k označení objektů tohoto katalogu je "GC", za níž následuje pořadové číslo objektu.
Ačkoli se používání tohoto katalogu příliš nerozšířilo, hrál důležitou roli jako základ k vytvoření nejznámějšího katalogu New General Catalogue (NGC), který vydal v roce 1888 John Dreyer.